# インフィニタム・ニヒル
インフィニタム・ニヒル（Infinitum Nihil）は、2004年に俳優のジョニー・デップによって設立されたアメリカの映画およびテレビドラマ製作会社。同社の経営は、デップの姉であるクリスティ・デンブロウスキーが担っている。

## 沿革
2004年、同社設立とともにGKフィルムズとファーストルック契約を締結。
2008年、ニック・トシスの小説『In the Hand of Dante』の映画化権を獲得したと発表した。
2010年6月、GKフィルムズとさらに3年間のファーストルック契約を締結。
同年10月、ロブ・マーシャル監督のもと『影なき男』のリメイクを製作することが発表された。翌年、ビリー・レイが本作の脚本を務めると報じられた。
2011年、同社とディズニーがデップを主演候補として、1972年のテレビ映画『The Night Stalker』のリメイク版とポール・リビアの伝記映画を製作することが発表された。また、デップはクリスティ・デンブロウスキーと共に両作品の製作を務める予定。

また、同社とイルミネーションがドクター・スースの伝記映画を共同製作することも発表され、デップが主演も務める予定である。

さらに、ハリウッド・リポーターの創設者ウィリアム・ウィルカーソンを題材にした伝記映画も開発中だと報じられた。
同年8月、同社CEOのサム・サルカル原作のコミック『The Vault』の映画化を発表した。
同年10月、ハンター・S・トンプソンの小説に基づく『ラム・ダイアリー』が公開され、ブルース・ロビンソンが監督・脚本を務めた。ジョニー・デップがポール・ケンプ役で主演した。
2012年2月7日、同社がウェスト・メンフィス3のダミアン・エコールズの回顧録に基づいた映画の製作が発表された。この本（そしてその後の映画）は、1993年に友人2人と起こした3件の殺人罪で不当に有罪判決を受けたエコールズの、死刑囚監房での体験に焦点を当てている。デップは、メンフィス3の熱烈な支持者であり、彼らの無実を証明しようとしている。本作は、クリスティ、エコールズ、そして彼の妻ロリー・デイヴィスが共同製作を務める。
同年2月22日、リメイク版『The Night Stalker』の監督にエドガー・ライトが決まったことが発表された。
同年5月11日、『ダーク・シャドウ』が公開された。デップは、テレビシリーズ『Dark Shadows』を基にこのゴシック映画を製作および主演し、ティム・バートンが監督を務めた。
同年10月、デップが同社と社名を共有する「Infinitum Nihil」という出版社をハーパーコリンズ傘下で設立すると報じられた。同出版社は、デップいわく「人々の時間や関心に値する出版物、通常は欄干を破ることがないような出版物を提供する」。

翌年1月には、フォーク歌手ウディ・ガスリーの1947年の著作『House of Earth』が初出版され、2015年にはダグラス・ブリンクリー著『The Unraveled Tales of Bob Dylan』や、ジョナサン・ショー著『Narcisa』が出版された。
2013年、同社がディズニーと複数年のファーストルック契約を締結したことが報じられた。
2015年、リチャード・ブランソンやジョシュア・D・マウラーらと共に、マッスル・ショールズ・サウンド・スタジオを舞台にした2013年のドキュメンタリー映画『黄金のメロディ マッスル・ショールズ』をベースにしたテレビシリーズを製作することが発表された。2018年には、ナンシー・ウィルソンとベティナ・ジロイスが本作の製作に参加すると報じられた。
2017年6月、同社はIM グローバルとファーストルック契約を結んだと報じられた。
同年8月、FuncomのThe Secret Worldのメディア・フランチャイズとして、テレビシリーズを制作すると発表された。

## IN.2フィルム
2021年9月、デップはサン・セバスティアン国際映画祭で、イギリスを拠点とし、オリジナルの映画脚本や文学作品、戯曲からインスピレーションを得て、ヨーロッパとアメリカの感性を融合させた映画、舞台、テレビドラマを製作する、インフィニタム・ニヒルの姉妹会社「IN.2フィルム（IN.2 Film）」の設立を発表した。
デップいわく、「学生から指導者、芸術家の卵から無名の人、そして現代メディアのあらゆる形態にわたって定評のある偉大な巨匠まで、IN.2は芸術家が芸術家でいることができ、彼らの思いがけない瞬間や、偉大な芸術を構成する可能性を秘めた喜ばしい偶然を自由に創造できるような空間を作り上げ、彼らのユニークなビジョンに命を吹き込む」という。
デップは同社設立の動機について、ハリウッドで何年も過ごした後、「全ての作品が大ヒットする必要はなく、定型的で商業的なものである必要もない」ことに気づいたと述べ、「全てを安全策で終わらせるのは滑稽で、観客は飽きてきている」と主張した。
CEOのサム・サルカルは、インフィニタム・ニヒルが製作した『MINAMATA-ミナマタ-』が、IN.2フィルムが達成しようとしていることの雛形となったと語った。
新会社のプロジェクトに出演するかという質問にデップは、「もし彼らが、あるいは私が、そのキャラクターに何か付け加えられると感じるものがあれば、より嬉しい。だから、答えは『ノー』であり『イエス』だ。『ノー』ではなく『イエス』と言いたいが、その両方に同意する」と答えた。
2023年5月10日、IN.2フィルム製作2作目となる『Modì』をデップが監督する予定だと報じられた。この伝記映画には、リッカルド・スカマルチョ、ピエール・ニネ、アル・パチーノが出演する。
同年5月、同社が初めて製作に関わった、フランスの女優マイウェンとデップが主演する映画『Jeanne du Barry』が2023年カンヌ国際映画祭でオープニング作品としてプレミア上映され、同日フランス国内でも公開された。
同年9月11日、『Modì』の撮影がブダペストで始まる直前、映画『Comte de Monte Cristo』とスケジュールが重なったため、ピエール・ニネが降板したことが発表された。27日には、 ルイーザ・ラニエリやスティーヴン・グレアム、ブリュノ・グエリなどの追加キャストが発表された。

## 映像作品

### インフィニタム・ニヒル製作
| 公開年 | タイトル                                  | 監督                     | 共同製作                                                                          |
| ------ | ----------------------------------------- | ------------------------ | --------------------------------------------------------------------------------- |
| 2011   | ラム・ダイアリー                          | ブルース・ロビンソン     | - GKフィルムズ - フィルム・エンジン                                               |
| 2011   | ヒューゴの不思議な発明                    | マーティン・スコセッシ   | - パラマウント・ピクチャーズ - GKフィルムズ                                       |
| 2012   | ダーク・シャドウ                          | ティム・バートン         | - ワーナー・ブラザース・ピクチャーズ - ヴィレッジ・ロードショー・ピクチャーズ     |
| 2013   | ローン・レンジャー                        | ゴア・ヴァービンスキー   | - ウォルト・ディズニー・ピクチャーズ - ジェリー・ブラッカイマー・フィルムズ       |
| 2015   | チャーリー・モルデカイ 華麗なる名画の秘密 | デヴィッド・コープ       | - MWMスタジオ                                                                     |
| 2015   | ブラック・スキャンダル                    | スコット・クーパー       | - クロス・クリーク・ピクチャーズ - ラットパック＝デューン・エンターテインメント   |
| 2018   | L.A.コールドケース                        | ブラッド・ファーマン     | ミラマックス フィルムネイション・エンターテインメント                             |
| 2018   | グッバイ、リチャード!                     | ウェイン・ロバーツ       | - グローバル・ロード・エンターテインメント - オートマチック・エンターテインメント |
| 2020   | MINAMATA-ミナマタ-                        | アンドリュー・レヴィタス | メタルワーク・ピクチャーズ アメリカン・インターナショナル・ピクチャーズ           |
| 2020   | シェイン 世界が愛する厄介者のうた         | ジュリアン・テンプル     | - BBCミュージック - ワーナー・ミュージック - Screen Ireland                       |
| TBA    | In the Hand of Dante                      | ジュリアン・シュナーベル | DreamCrew                                                                         |
| TBA    | Muscle Shoals                             |                          |                                                                                   |

### In.2フィルム製作
| 公開年 | タイトル                                        | 監督             | 共同製作                                                     |
| ------ | ----------------------------------------------- | ---------------- | ------------------------------------------------------------ |
| 2023   | Jeanne du Barry（原題）                         | マイウェン       | - Why Not Productions - Les Film du Fleuve - La Petite Reine |
| TBA    | Modì, Three Days on the Wing of Madness（原題） | ジョニー・デップ |                                                              |

### ミュージック・ビデオ
| 公開年 | タイトル   | 監督             | 備考                                                   |
| ------ | ---------- | ---------------- | ------------------------------------------------------ |
| 2009   | Unloveable | ジョニー・デップ | イギリスのロックバンドベイビーバードによる同名楽曲のMV |

## 出版物
- House of Earth (2013)
- See Hear Yoko[45] (2015)
- Narcisa (2015)
- The Unraveled Tales of Bob Dylan (2015)